# Circocyllibamidae
Circocylliba es un género de ácaros perteneciente al orden Mesostigmata, emplazado en su propia familia, Circocyllibamidae.

## Especies
- Circocylliba camerata Sellnick, 1926
- Circocylliba dulcius Elzinga, 1994
- Circocylliba esenbecki Elzinga, 1994